# Hiempsal II
Hièmpsal II (grec antic: Ἱάμψας, segon Plutarc; Ἱάμψαμος, segons Diodor de Sicília; Ἱεμψάλας, segons Appià; llatí: Hĭempsal, -ălis) va ser rei de Numídia des de potser l'any 88 aC fins al 84 aC i del 82 aC o 81 aC al 60 aC. Va ser el pare de Juba I, l'adversari de Juli Cèsar.
Segons una inscripció, era net de Masinissa I i fill de Gulussa i va arribar al tron ja de certa edat. Va obtenir el tron després del triomf de Sul·la a Roma el 88 aC. Va rebre no obstant a la seva cort als exiliats del partit popular, a Gai Mari el Jove i a Publi Corneli Ceteg. Sembla que va intentar mantenir els exiliats en una captivitat honorable esperant el curs dels fets.
Però els exiliats es van poder reunir amb Gai Mari i poc després, potser l'any 84 aC, el cap dels populars Gneu Domici Aenobarb el va deposar, i va col·locar en el tron a Hiarbes. Quan Pompeu va desembarcar a Àfrica cap a l'any 82 aC i va derrotar a Domici, va derrocar a Hiarbes i va restaurar a Hièmpsal II. Sembla que Pompeu li va donar l'autoritat sobre les tribus dels gètuls, a les que després va sotmetre.
Es va mantenir com a rei sense oposició fins a la seva mort que va ser al tomb de l'any 60 aC, ja que Ciceró explica que encara era viu el 63 aC i Suetoni diu que vivia el 62 aC.